# 플렉스 알렉산더
플렉스 알렉산더(Flex Alexander, 1970년 4월 15일 ~ )는 배우이다.
뉴욕에서 태어났다.

## 출연 작품

### 영화
- 돌아온 이탈자 2 (1992)
- 쉬즈 올 댓 (1999)
- 헌티드 아파트 (1999, The Apartment Complex)
- 아웃 콜드 (2001) - 앤서니 역
- 스네이크 온 어 플레인 (2006) - 스리 G's 역
- Love... & Other 4 Letter Words (2007)
- 보이즈 게임 (2007)
- 힐즈 아이즈 2 (2007) - 제프리 서지 밀스톤 역
- My Sister's Wedding (2013)
- 그랜마스 하우스 (2016, Grandma's House)

### 텔레비전
- One on One (2001-06)